# Leonhard Kleber
Leonhard Kleber, né à Göppingen en 1495 et mort à Pforzheim le 4 mars 1556, est un organiste et compositeur wurtembergeois de la Renaissance.

## Biographie
Il est diplômé de l'Université de Heidelberg en 1512, après avoir été probablement l'élève du célèbre organiste aveugle et compositeur Arnolt Schlick.
Il est connu pour avoir occupé trois postes après l'obtention de son diplôme : à Horb am Neckar comme organiste et maître de chœur, en 1516 et 1517, à Esslingen am Neckar comme organiste jusqu'en 1521, et de 1521 jusqu'à sa mort à Pforzheim, où il a été organiste à la collégiale et église paroissiale. Au cours de cette période, il a eu de nombreux étudiants et a acquis une grande réputation comme enseignant.

## Œuvres
Son œuvre la plus célèbre est une grande tablature, une des premières du genre, éditée en 1524 et contenant 112 compositions écrites ou transcrites pour l'orgue, dues majoritairement à d'autres musiciens de l'époque. Les compositeurs représentés dans la tablature sont Paul Hofhaimer, Hayne van Ghizeghem, Heinrich Isaac, Josquin des Prés, Jacob Obrecht, Antoine Brumel, Heinrich Finck, Ludwig Senfl, Hans Buchner et quelques autres. Beaucoup de ces compositions ont été initialement écrites pour la voix, en particulier celles des musiciens franco-flamands (Josquin, Isaac, Obrecht, Brumel) ; d'autres ont été écrites directement pour l'orgue, comme celles de l'Autrichien Paul Hofhaimer et de l'Allemand Hans Buchner.